# 克里斯蒂安·庫克
克里斯蒂安·庫克（Christian Louis Cooke，1987年9月15日—）是英國的一位演員。庫克出生在西約克郡利茲，在10歲時就開始了演藝事業。